# Turki Awad
Turki Awad (ur. ?) – saudyjski piłkarz występujący podczas kariery na pozycji obrońcy.

## Kariera klubowa
Turki Awad podczas kariery piłkarskiej występował w klubie Al-Hilal.

## Kariera reprezentacyjna
Turki Awad występował w reprezentacji Arabii Saudyjskiej w latach dziewięćdziesiątych.
W 1995 uczestniczył w Pucharze Konfederacji. Na tym turnieju był rezerwowym i nie wystąpił w żadnym meczu. 